# Radosław Witkowski

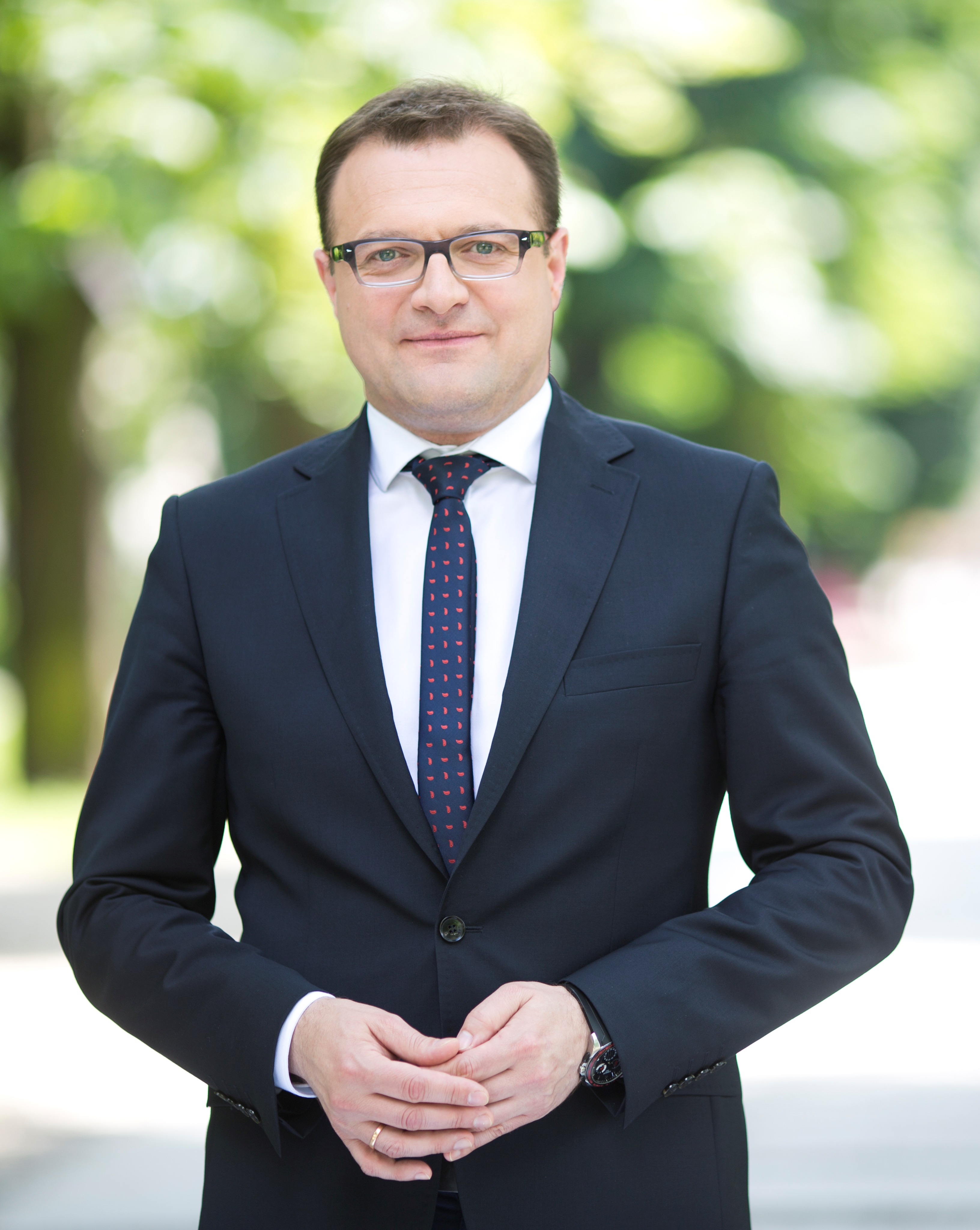
Radosław Witkowski (2016)

Radosław Witkowski (* 4. Juni 1974 in Radom) ist ein polnischer Politiker der Platforma Obywatelska (Bürgerplattform).
Witkowski studierte am Fachbereich für Philosophie und Pädagogik der Jagiellonen-Universität in Krakau. Er schloss sein Studium 1998 mit einem Diplom ab. 2003 trat er in die Platforma Obywatelska ein. 2006 bis 2007 war er Mitglied des Stadtrates von Radom. Bei den Parlamentswahlen in Polen 2007 trat Witkowski im Wahlkreis 17 Radom an und konnte mit 8.229 Stimmen ein Mandat für den Sejm erringen. Dort war er in der Kommission für Selbstverwaltung und Regionalpolitik tätig. 2014 wurde er zum Stadtpräsidenten seiner Heimatstadt Radom gewählt. Bei der turnusmäßigen Neuwahl im Oktober 2018 konnte er sich im zweiten Wahlgang mit 53,8 % der Stimmen gegen Wojciech Skurkiewicz von der PiS durchsetzen. Bei den Selbstverwaltungswahlen 2024 musste er nach 40,9 % der Stimmen im ersten Wahlgang in die Stichwahl, in der er sich mit 54,6 % der Stimmen gegen Artur Standowicz (PiS) durchsetzen konnte.
Radosław Witkowski ist verheiratet und hat zwei Söhne.